# Claus Sørensen Gruppen
Claus Sørensen Gruppen er en dansk fiskerivirksomhed der har sin historiske oprindelse i 1926 i Esbjerg. Virksomheden blev startet med etablering og drift af frysehuse på hele den jyske vestkyst for øje. I dag omfatter aktiviteterne mange andre brancher og har fostret flere af de største virksomheder i området.
I 1964 etablerede stifteren Claus Sørensen en fond, Claus Sørensens Fond, der igennem årene har bidraget til mange almennyttige formål i Esbjerg Kommune.
Claus Sørensen selv døde i 1976, men hans søn, Tage Sørensen, videreførte med stor succes hans livsværk.
Den 5. december 2015 fyldte Tage 100 år, og i den forbindelse afsløredes et kunstværk doneret af Claus Sørensens Fond forestillende et sejlskib, Esbjerg Skibet, på en prominent plads ved det rekreative område Esbjerg Strand. Tage Sørensen døde den 17. maj 2016.

## Eksterne Henvisninger
- Hjemmeside
- Hjemmeside for Claus Sørensens Fond